# 50 найвизначніших баскетболістів за версією Міжнародної федерації баскетболу (1991)
50 найвизначніших баскетболістів за версією Міжнародної федерації баскетболу (1991) — список 50 найвизначніших баскетболістів в історії, створений у 1991 році журналом Fiba Magazine. Список був створений на честь сторіччя створення баскетболу Джеймсом Нейсмітом. У Міжнародної федерації баскетболу була група, яка складалася з міжнародних баскетбольних експертів. Кожному експерту було доручено обрати 25 найкращих баскетболістів світу.
За умовою голосування, міжнародним баскетбольним експертам потрібно було дати 25 очок першому місцю, 24 очки другому місцю, і так далі. Було обрано 51 гравця, що привело до нічиєї. Баскетболісти з усього світу вважалися придатними для голосування, включаючи гравців НБА.
П'ять європейських гравців, які до того часу виступали в НБА, склали власні списки (Владе Дівац, Дражен Петрович, Шарунас Марчюльоніс, Олександр Волков, Фернандо Мартін). Проте жоден баскетболіст зі Сполучених Штатів Америки, який виступав в НБА, не міг скласти список, тому що Збірна США з баскетболу не брала участі в турнірах організованих Міжнародною федерацією баскетболу до Літніх Олімпійських ігор 1992. Тим не менш, 5 гравців з громадянством США, які грали в лігах, відмінних від НБА, склали власні списки (Вейн Брабендер, Кліффорд Луйк, Нікос Галіс, Теофіло Круз, Боб Морс).

## 50 найвизначніших баскетболістів за версією Міжнародної федерації баскетболу (1991)
| Країна         | Баскетболіст (поточна незалежна країна) |
| -------------- | --------------------------------------- |
| Югославія      | 12                                      |
|                | Крешимир Чосіч ( Хорватія)              |
|                | Дражен Далипагич ( Сербія)              |
|                | Іво Данеу ( Словенія)                   |
|                | Мірча Делібашич ( Боснія і Герцеговина) |
|                | Владе Дівац ( Сербія)                   |
|                | Драган Кічановіч ( Сербія)              |
|                | Радивой Корач ( Сербія)                 |
|                | Тоні Кукоч ( Хорватія)                  |
|                | Дражен Петрович ( Хорватія)             |
|                | Діно Раджа ( Хорватія)                  |
|                | Петар Скансі ( Хорватія)                |
|                | Зоран Славніч ( Сербія)                 |
| СРСР           | 10                                      |
|                | Олександр Бєлов ( Росія)                |
|                | Сергій Бєлов ( Росія)                   |
|                | Степас Бутаутас ( Литва)                |
|                | Отар Коркія ( Грузія)                   |
|                | Шарунас Марчюльоніс ( Литва)            |
|                | Анатолій Мишкін ( Росія)                |
|                | Модестас Паулаускас ( Литва)            |
|                | Арвідас Сабоніс ( Литва)                |
|                | Олександр Волков ( Україна)             |
|                | Віктор Зубков ( Росія)                  |
| Іспанія        | 7                                       |
|                | Вейн Брабендер                          |
|                | Франсіско Бускато                       |
|                | Хуан Антоніо Корбалан                   |
|                | Хуан Антоніо Сан-Епіфаніо               |
|                | Кліффорд Луйк                           |
|                | Фернандо Мартін                         |
|                | Еміліано Родрігез                       |
| Бразилія       | 4                                       |
|                | Убіратан Перейра Масієл                 |
|                | Вламір Маркес                           |
|                | Аморі Пасос                             |
|                | Оскар Шмідт                             |
| Італія         | 4                                       |
|                | П'єрлуїджі Марцораті                    |
|                | Массімо Мазіні                          |
|                | Діно Менегін                            |
|                | Антонелло Ріва                          |
| Чехословаччина | 2                                       |
|                | Станіслав Кропілак ( Словаччина)        |
|                | Іван Мразек ( Чехія)                    |
| Франція        | 2                                       |
|                | Жан-Поль Беньо                          |
|                | Ален Жиль                               |
| Греція         | 2                                       |
|                | Нікос Галіс                             |
|                | Йоргос Колокітас                        |
| Австралія      | 1                                       |
|                | Ендрю Гейз                              |
| Бельгія        | 1                                       |
|                | Віллі Стевеніерс                        |
| Болгарія       | 1                                       |
|                | Атанас Голомєєв                         |
| Угорщина       | 1                                       |
|                | Ференц Немет                            |
| Ізраїль        | 1                                       |
|                | Мікі Берковіч                           |
| Перу           | 1                                       |
|                | Рікардо Дуарте                          |
| Пуерто-Рико    | 1                                       |
|                | Теофіло Круз                            |
| США            | 1                                       |
|                | Боб Морс                                |

## 10 Найвизначніших баскетболістів за результатами голосування
| Місце | Баскетболіст     | Країна    | Кількість голосів |
| ----- | ---------------- | --------- | ----------------- |
| 1.    | Сергій Бєлов     | СРСР      | 317               |
| 2.    | Дражен Петрович  | Югославія | 280               |
| 3.    | Арвідас Сабоніс  | СРСР      | 277               |
| 4.    | Крешимир Чосіч   | Югославія | 273               |
| 5.    | Тоні Кукоч       | Югославія | 264               |
| 6.    | Нікос Галіс      | Греція    | 251               |
| 7.    | Радивой Корач    | Югославія | 246               |
| 8.    | Діно Менегін     | Італія    | 221               |
| 9.    | Дражен Далипагич | Югославія | 209               |
| 10.   | Оскар Шмідт      | Бразилія  | 205               |